# Valkyries de Golden State
Les Valkyries de Golden State (anglais : Golden State Valkyries) sont une franchise californienne de basket-ball de la WNBA basée à San Francisco, dans la région de la baie de San Francisco.
L’équipe joue sa première saison au sein de la WNBA en 2025. Elle dispute ses matches à domicile au Chase Center, à San Francisco, tandis que son siège se situe à Oakland.

## Historique de la franchise
La WNBA, qui a débuté en 1997, disposait auparavant d’une équipe en Californie du Nord, les Monarchs de Sacramento, qui ont joué de 1997 jusqu’en 2009 et ont remporté un championnat en 2005. Après la disparition des Monarchs, la WNBA est restée stable avec douze équipes, bien qu’il ait souvent été question d'étendre la ligue.
Le 26 septembre 2023, le journal The Athletic annonce que les propriétaires de la franchise NBA des Warriors de Golden State, Joe Lacob et Peter Guber, sont près de finaliser un accord pour implanter une franchise WNBA à San Francisco. Lacob avait précédemment aidé à la fondation de l’American Basketball League (ABL), ligue précédant la WNBA, et était propriétaire d’une de ses équipes, les Lasers de San José. Cette ligue ayant disparu en 1998, il ne restait plus aucune équipe féminine professionnelle autour de la baie de San Francisco.
Le 5 octobre 2023, l’équipe d’expansion est officiellement annoncée, avec un début en 2025, s’agissant là de la première expansion de la WNBA depuis le Dream d'Atlanta en 2008,. Les frais d’expansion s’élèveraient à 50 millions de dollars sur dix ans. Il est aussi annoncé que le nom inclurait, comme les Warriors, le toponyme de « Golden State » (surnom de la Californie), et non « San Francisco » ; le nom complet, les logos et les couleurs de maillots seraient présentés ultérieurement .
Le 30 janvier 2024, Jess Smith, dirigeante de l’Angel City FC de la National Women's Soccer League (NWSL), est choisie comme présidente de la franchise. Ohemaa Nyanin est annoncée directrice générale le 7 mai. Une draft d'expansion est prévue en décembre 2024, et Golden State participera à sa première draft WNBA en 2025,.
Le nom de l’équipe, les Valkyries de Golden State, et les logos sont révélés le 14 mai 2024 ; le nom de Valkyries, qui désigne des divinités nordiques guerrières, constitue ainsi un pendant féminin aux Warriors (« Combattants ») masculins. Le logo représente le Bay Bridge, qui symbolise le lien entre San Francisco et Oakland, avec les câbles en guise d’ailes et la tour en guise d’épée. Les treize lignes de l’épée représentent les Valkyries, treizième équipe de la ligue, et les ailes divisent l’espace en cinq triangles pour représenter les dix joueurs sur le terrain. La forme extérieure est un V qui représente les Valkyries.
Le 25 juillet, l’équipe a dépassé les 15 000 réservations de billets pour la saison inaugurale, ce qui constitue un record pour une équipe féminine.

## Joueuses et personnalités

### Propriétaires
- Joe Lacob et Peter Guber (2024–)

Lacob et Guber sont les propriétaires de l'équipe de NBA Warriors de Golden State.

### Entraîneurs
Le 10 octobre 2024, Natalie Nakase est engagée en tant que première entraîneuse de la franchise.
| Nom            | Début | Fin | Saisons | Saison régulière | Saison régulière | Saison régulière | Saison régulière | Playoffs | Playoffs | Playoffs | Playoffs |
| Nom            | Début | Fin | Saisons | V                | D                | PCT              | M                | V        | D        | PCT      | M        |
| -------------- | ----- | --- | ------- | ---------------- | ---------------- | ---------------- | ---------------- | -------- | -------- | -------- | -------- |
| Natalie Nakase | 2024  | -   | 0       | 0                | 0                |                  | 0                | 0        | 0        |          | 0        |